# Melanterit
Melanterit  är  ett kristallvattenhaltigt järn(II)sulfatmineral. Det utgörs av klara, ljusgröna kristaller, som uppstår vid vittring av mineralen pyrit eller markasit.

## Etymologi och historia
Mineralet erhöll namnet melanterit 1850 av Wilhelm Ritter von Haidinger efter det grekiska ordet  μελαντηρία. Mineralet var känd redan på medeltiden. Mineralet har förr även kallats järnvitriol efter de glasliknande kristallerna.

## Bildningssätt
Melanterit är ett sekundärt sulfatmineral som bildas vid oxidation av primära sulfidmineral som pyrit och markasit i ytliga formationer. Bildningen sker ofta som en påväxning i gamla underjordsgruvor. Det förekommer även i kol- eller lignitlager som utsätts för fuktig luft.

## Egenskaper
Melanterit är ett mindre hårt mineral och har hårdheten 2 på  mohs-skalan. Brytningsindex är lågt. I torr luft kan melanterit förlora en del av sitt kristallvatten och bilda siderotil, FeSO4·5H2O. Melanterit har en söt adstringerande metallsmak. Dock är detektion via smak numera en förlegad metod.  

## Förekomst
Eftersom melanterit är vattenlösligt förekommer det som mineralet bara tillfälligtvis eller i skyddade lägen såsom i gruvor.
Melanterit förekommer på många platser i små mängder, bland annat i Falun.

## Alternativ kemisk formel

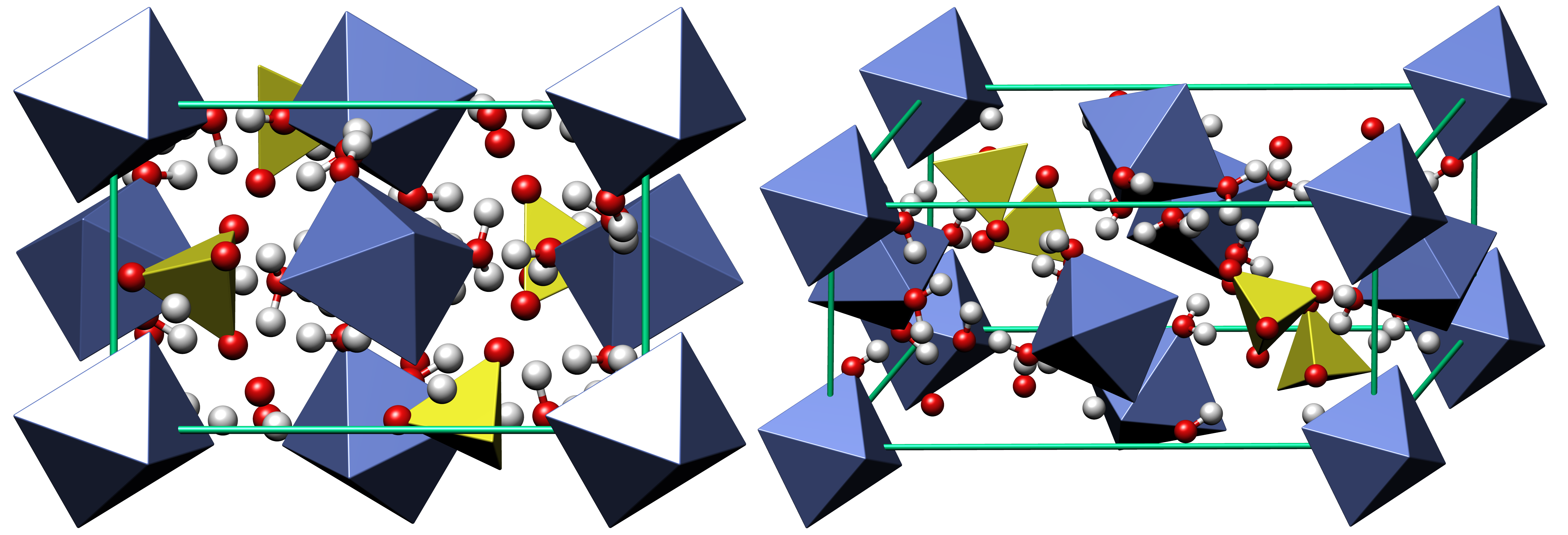
Strukturbilder av melanterit. Den högra i perspektiv eftersom det då är lättare att se de atomer som skyms i den vänstra. Blå=järn, gulgrön= svavel, röd=syre och vit=väte. Gröna linjer visar cellens utsträckning.

Alla vattenmolekyler i melanterit är inte likvärdiga. Den tvåvärda järnjonen koordinear sex av de sju molekylerna. Det kan då beskrivas med den kemiska formeln Fe2+(H2O)6SO4·H2O. I vidstående figur visas detta strukturmässigt som järnjonen med vattenmolkyler vid de blå oktaedrarnas hörn.